# Miss Burkina Faso
 (février 2023).
Miss Burkina Faso est un concours de beauté féminine, destiné aux jeunes femmes habitantes et de nationalité burkinabé. La première édition date de 1993.

## Éditions successives

### Miss Burkina 2019
L'édition  de Miss Burkina 2019 placée sous le thème « Jeunesse et civisme au Burkina# tenue le vendredi 9 août 2019 à Ouagadougou est remportée par l'étudiante Danielle Flora Ouédraogo. Rose Armelle Nikiema et Maïmouna Coulibaly sont élues respectivement 1ère et 2ème Dauphines. Aminatou Ouédraogo est classée 3ème dauphine et Corinne Yougbaré, 4ème dauphine. Quant au prix du public est il remporté par Djemira Natacha Traoré.

### Miss Burkina 2017
L'édition de Miss Burkina 2017 placée sous le thème « Femme, environnement et développement » tenue le 11 août 2017 à la salle des Banquets de Ouaga 2000 à Ouagadougou est remportée par Princesse Poadiague. Quant aux places de 1ère dauphine, 2ème dauphine, elles reviennent respectivement a Seogo Gertrude et Perlette Tougouma.

### Miss Burkina 2010
L'éditions de Miss Burkina 2010 tenue le samedi 27 février 2010 au TVZ Africa à Ouagadougou est remportée par l'étudiante Francine Congo parmi 12 candidates.

## Titulaires
| Années | Lauréates | Régions |
| ------ | --------- | ------- |
| 1993   |           |         |
|        |           |         |
|        |           |         |